# Увлажнитель воздуха
Увлажнитель воздуха — климатический прибор, использующийся в первую очередь для повышения влажности воздуха в помещениях. Функциональность увлажнения также может присутствовать в дорогих экземплярах кондиционирования воздуха и вентиляции. В свою очередь, в увлажнителях могут присутствовать дополнительные функции — нагревание или охлаждение воздуха, очистка воздуха от нежелательных примесей, обогащение воздуха желательными компонентами, удержание заданного уровня влажности, гигрометр, и др.

## Теория

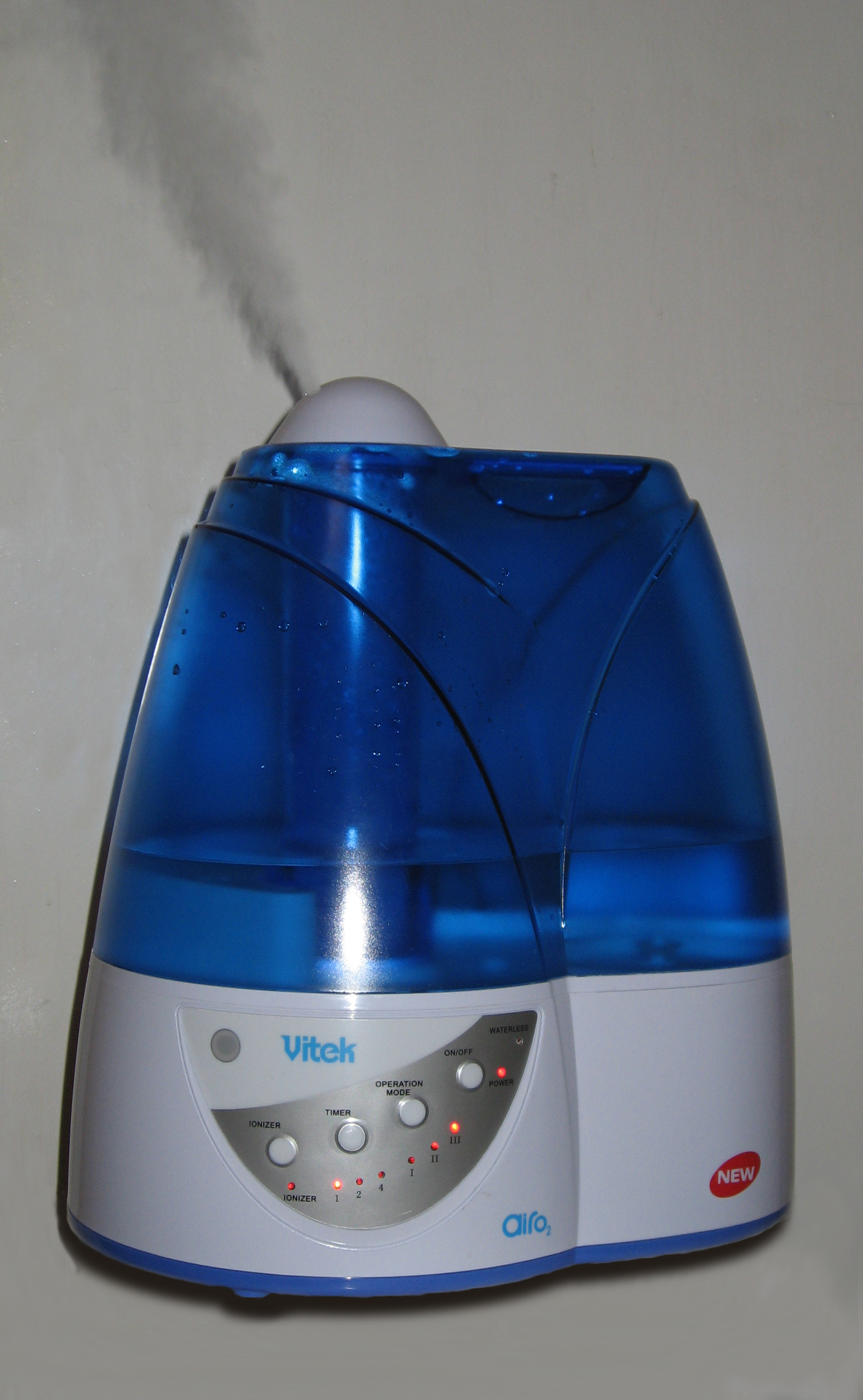
Ультразвуковой увлажнитель воздуха

В процессе дыхания животные (в том числе люди) расходуют кислород атмосферы и обогащают её углекислым газом. В помещениях для притока воздуха используется вентиляция. Если температура наружного воздуха существенно выше температуры воздуха в помещении, то при охлаждении его относительная влажность повышается. При необходимости снизить относительную влажность воздуха используют осушители воздуха. В случае, если температура поступаемого воздуха ниже комфортного значения, его обогревают, что приводит к снижению относительной влажности воздуха. Это происходит потому, что обогрев повышает температуру, но не увеличивает количество влаги в воздухе. Например, при температуре на улице −10 °С, и относительной влажности 80 % абсолютная влажность составляет 1,68 г/м³. Если этот воздух нагреть до 20 °C (в помещении), то его абсолютная влажность, то есть количество воды, не изменится, но относительно максимальной абсолютной влажности при этой температуре (17,3 г/м³) это составит 9,71 %, что существенно ниже комфортного уровня. Идеальная относительная влажность в жилом помещении, по разным оценкам, составляет 35 — 48 % (для холодного периода года), 40 — 60 % (для теплого периода года),. Пониженная влажность негативно сказывается на состоянии здоровья. Переувлажнение воздуха может приводить к деформации предметов из гигроскопичных материалов (в результате поглощения влаги из воздуха), к нарушению механизмов терморегуляции теплокровных животных (включая человека), а также к осадке конденсата на предметах, охлаждённых ниже точки росы (например, стёкла окон, выходящих на улицу).
Для повышения относительной влажности воздуха пользуются увлажнителями воздуха. Если увлажнитель оборудован гигростатом, то он может поднимать влажность воздуха до заданного уровня. Увлажнение воздуха происходит при испарении воды. Скорость испарения возрастает при увеличении температуры воды, площади водной поверхности и/или при уменьшении относительной влажности воздуха. Поскольку целью увлажнения является повышение относительной влажности, практический смысл имеет только увеличение температуры воды (паровые увлажнители) и увеличение площади поверхности испарения, а также комбинация этих двух методов. В свою очередь, увеличение поверхности испарения достигается при помощи создания водно-воздушного аэрозоля (форсуночные и ультразвуковые увлажнители) или увлажнением гидрофильных поверхностей сложной формы (традиционные увлажнители и мойки воздуха).

## История
История кондиционирования воздуха насчитывает уже тысячи лет — в Персии использовались конструкции (т. н. «ловцы ветра» — первые документальные свидетельства их появления датируются 4-м тысячелетием до н. э.), обеспечивающие охлаждение и увлажнение воздуха в помещении. Однако, первые самостоятельные устройства для увлажнения воздуха появились в конце XIX века. В 1897 году в США была запатентована форсуночная камера — аппарат для увлажнения, осушения и охлаждения воздуха водой. С 1906 года начали применять метод регулирования влажности воздуха по влагосодержанию форсуночной камерой.
Первой компанией, производящей увлажнители для дома, стала швейцарская фирма Plaston (торговые марки Boneco и Air-O-Swiss). С 1969 года и по сей день является лидером на рынке климатической техники, имея в своем арсенале все виды увлажнителей (традиционный, ультразвуковой и паровой), а также мойки воздуха.
На базе компании Boneco — заводе Plaston, производятся также и приборы для фирмы Electrolux (увлажнители 35-й и 55-й серий, мойки воздуха 65-й и 75-й серий).

## Виды увлажнителей
Согласно ГОСТ 22270-76, увлажнители воздуха могут быть различных типов:
- Форсуночные — вода распыляется форсунками под напором воздуха.
- Роторные — вода распыляется вращающимся диском.
- Плёночные — увлажнение воздуха происходит при соприкасании со смоченной поверхностью насадки.
- Пористые — увлажнение воздуха происходит вследствие испарения воды с поверхности влажного пористого материала.
- Кипятильные — увлажнение воздуха происходит вследствие испарения и кипения воды, организованного с помощью нагревательного элемента.
- Паровые — водяной пар от центрального или собственного источника подаётся непосредственно в поток воздуха.

В настоящее время в продаже можно найти увлажнители следующих типов:
- Традиционные — соответствуют пористым (по ГОСТ).
- Мойка воздуха — нечто среднее между плёночным (по ГОСТ) и пористым (по ГОСТ).
- Паровой — соответствует кипятильному (по ГОСТ).
- Ультразвуковой — подобно форсуночным (по ГОСТ) и роторным (по ГОСТ) происходит распыление воды, но распылителем служит ультразвуковой динамик-мембрана.
- Форсуночные высокого давления — распыление воды происходит подобно форсуночным (по ГОСТ), но без использования сжатого воздуха.

## Бытовые увлажнители воздуха

### Традиционные увлажнители
В холодных (адиабатических) увлажнителях вентилятор прогоняет воздух через влажный фильтр (увлажняющий картридж), в результате чего воздух незначительно охлаждается (теплота на испарение воды берется из воздуха) и увлажняется.
Производительность таких увлажнителей сильно зависит от относительной влажности воздуха (чем она выше, тем ниже интенсивность испарения) и температуры (чем выше температура, тем интенсивнее происходит увлажнение). Таким образом, относительная влажность воздуха автоматически поддерживается на оптимальном уровне. В идеале холодные увлажнители должны работать на дистиллированной воде, иначе увлажняющий картридж будет засоряться и его придется часто менять.

### Мойка воздуха
«Мойка воздуха» представляет собой модификацию традиционной схемы увлажнителя. Увлажняющим элементом является медленно вращающийся вокруг горизонтальной оси барабан из гидрофильных дисков. Ниже оси вращения диски погружаются в воду и намокают, а выше — обдуваются потоком воздуха, создаваемым вентилятором, и подсыхают, увлажняя воздух. Если в потоке воздуха есть пылевые частицы, то они с некоторой вероятностью прилипают к мокрой поверхности диска и смываются при погружении сегмента диска в воду рабочего объёма увлажнителя. Таким образом, выходящий из увлажнителя поток воздуха чище и влажнее, чем входящий.
Для заправки «мойки воздуха» можно использовать воду из-под крана, требование к качеству одно: вода не должна иметь нежелательного запаха. Если намеренно добавить в воду ароматических эфирных масел, то увлажнитель будет работать подобно аромалампе, но эффективность ароматизации существенно ниже, чем у полноценных аромаламп.
Кроме увлажнения воздуха, эти приборы осуществляют очистку воздуха.
Достоинства моек воздуха:
- малое потребление электроэнергии;
- не переувлажняют воздух;
- одновременная очистка и увлажнение;
- не требуют расходных материалов (фильтров и картриджей), кроме воды из-под крана;
- безопасны для детей.

Недостатки:
- шум от вентилятора;
- большие габариты;
- отсутствие возможности увеличить влажность выше нормы, что бывает необходимо в оранжереях и ботанических садах.

Регулярный подлив воды недостаточен из санитарных соображений — в воде могут развиваться опасные микроорганизмы и грибки. Систему необходимо мыть.
Производительность холодных увлажнителей — 3,5-17,5 л в сутки. Потребляемая мощность — 3-60 Вт. Существуют промышленные модели, стационарно подключаемые к водопроводу и канализации и обладающие высокой производительностью.

### Паровые увлажнители

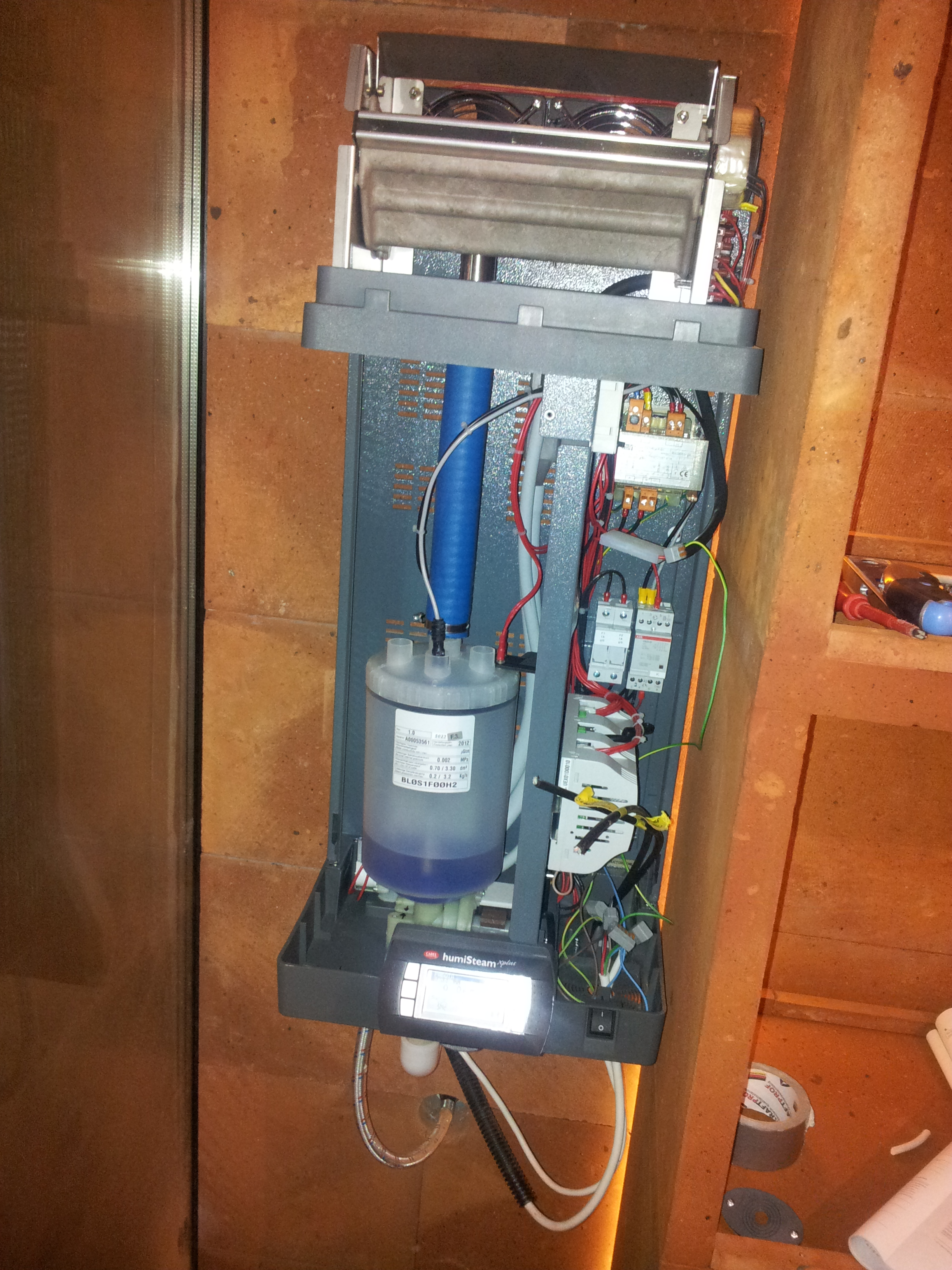
Промышленный паровый увлажнитель. Установлен в винном погребе

Паровые увлажнители по принципу действия похожи на электрические чайники. Для интенсивного испарения вода в них нагревается до кипения. Паровые увлажнители должны обязательно иметь гигростат (датчик влажности воздуха), отключающий прибор при достижении заданной влажности, иначе влажность воздуха в помещении может существенно превысить оптимальный уровень. С помощью паровых увлажнителей можно поднять влажность в помещении до состояния насыщенного пара и сверх того, что в свою очередь приведёт к образованию тумана (взвешенный в воздухе водный конденсат) и росы (водный конденсат на твёрдых поверхностях). Туман и роса от парового увлажнителя фактически состоят из дистиллированной воды, поскольку образовались из пара, поэтому при снижении относительной влажности воздуха в помещении такой конденсат испаряется без остатка.
Достоинства:
- Возможность быстро поднять относительную влажность в помещении до 100 %.
- Вода, испаряясь, очищается от нелетучих примесей.
- Если в воду рабочего объёма увлажнителя добавить эфирных масел, то получится электрическая аромалампа.

Недостатки:
- Большая потребляемая мощность. Их производительность может составлять от 7-16 л в сутки при потребляемой мощности 300—600 Вт и выше для больших промышленных моделей.
- Вероятное развитие патогенной микрофлоры внутри воздуховодов. Горячий пар может образовывать конденсат на внутренних стенках воздуховодов из-за разницы температур.
- Повышают температуру воздуха в помещении. Если температура в помещении ниже комфортной, то это не будет являться недостатком.

### Ультразвуковые увлажнители
Ультразвуковые увлажнители считаются наиболее эффективными из существующих увлажнителей воздуха. Такие увлажнители создают туман, выбивая с поверхности воды мельчайшие капельки воды при помощи ультразвуковых колебаний, полученных пьезоэлектрическим излучателем. Туман разносится по объёму помещения естественными потоками воздуха или принудительно (например, при помощи вентиляторов). Через некоторое время (зависящее от относительной влажности воздуха в помещении) частицы тумана в процессе естественного испарения превращаются в пар, что приводит к повышению относительной влажности воздуха. Некоторое количество тумана может до испарения осесть на твёрдые поверхности. Поскольку частицы тумана были получены из воды в увлажнителе механическим способом, в них содержится всё, что содержалось в воде рабочего объёма увлажнителя — соли жёсткости, микроорганизмы и их споры, и т. п. После испарения тумана всё, что было растворено или взвешено в его водной составляющей, — или становится сухим остатком, или осаждается на излучателе, существенно сокращая срок его службы.
Ультразвуковые увлажнители имеют такие преимущества перед другими (некоторыми) типами:
- возможность увеличить влажность до высоких значений;
- температура выходящего пара не более 20 °C (при условии, что увлажнитель не оборудован дополнительным элементом для подогрева воды).
- низкий уровень шума;
- возможны встроенные подогреватели воды.

Типичная производительность ультразвуковых увлажнителей — 7—12 л в сутки. Потребляемая мощность — 40—50 Вт (при наличии элемента для подогрева воды мощность может превышать 125 Вт).
Недостатки:
- Повышенные требования к качеству и чистоте воды, рекомендуется использовать дистиллированную воду;
- Туман (пар) из увлажнителя может содержать все составляющие жидкости бака, в том числе соли жёсткости, микроорганизмы и их споры, и т. п.;
- Малый бак с водой, обычно 3 — 4 л. При потреблении 300—400 мл/ч вода будет потрачена менее чем за 10 ч;

### Форсуночные увлажнители высокого давления
Форсуночные увлажнители высокого давления работают благодаря распылению воды в форсунках. Иногда такие форсунки называются форсунками туманообразования. Чаще всего вода подается под давлением от 30 до 85 бар, причем, чем выше давление, тем более мелкие получаются капельки воды после распыления. Форсунки могут быть установлены как непосредственно в помещение, так и в вентиляционный канал (обычно канальный способ не применяется для бытовых систем, а используется для больших производственных или коммерческих зданий). При канальном способе распыления неиспарившиеся капли должны улавливаться специальными каплеулавителями. При непосредственном распылении в помещение капельки воды быстро испаряются воздухе, если производительность форсунки и параметры помещения подобраны корректно. За счет испарения капелек воды и снижения температуры (в результате поглощения тепла при испарении), относительная влажность воздуха увеличивается.
При форсуночном увлажнении в капельках воды остаются все вещества, которые были растворены в воде. Поэтому вода перед распылением должна пройти фильтрацию, обеззараживание и деминерализацию при помощи обратного осмоса, а в ряде случаев и деионизацию, иначе растворенные соли будут образовывать характерный налет на предметах и поверхностях.
Достоинства:

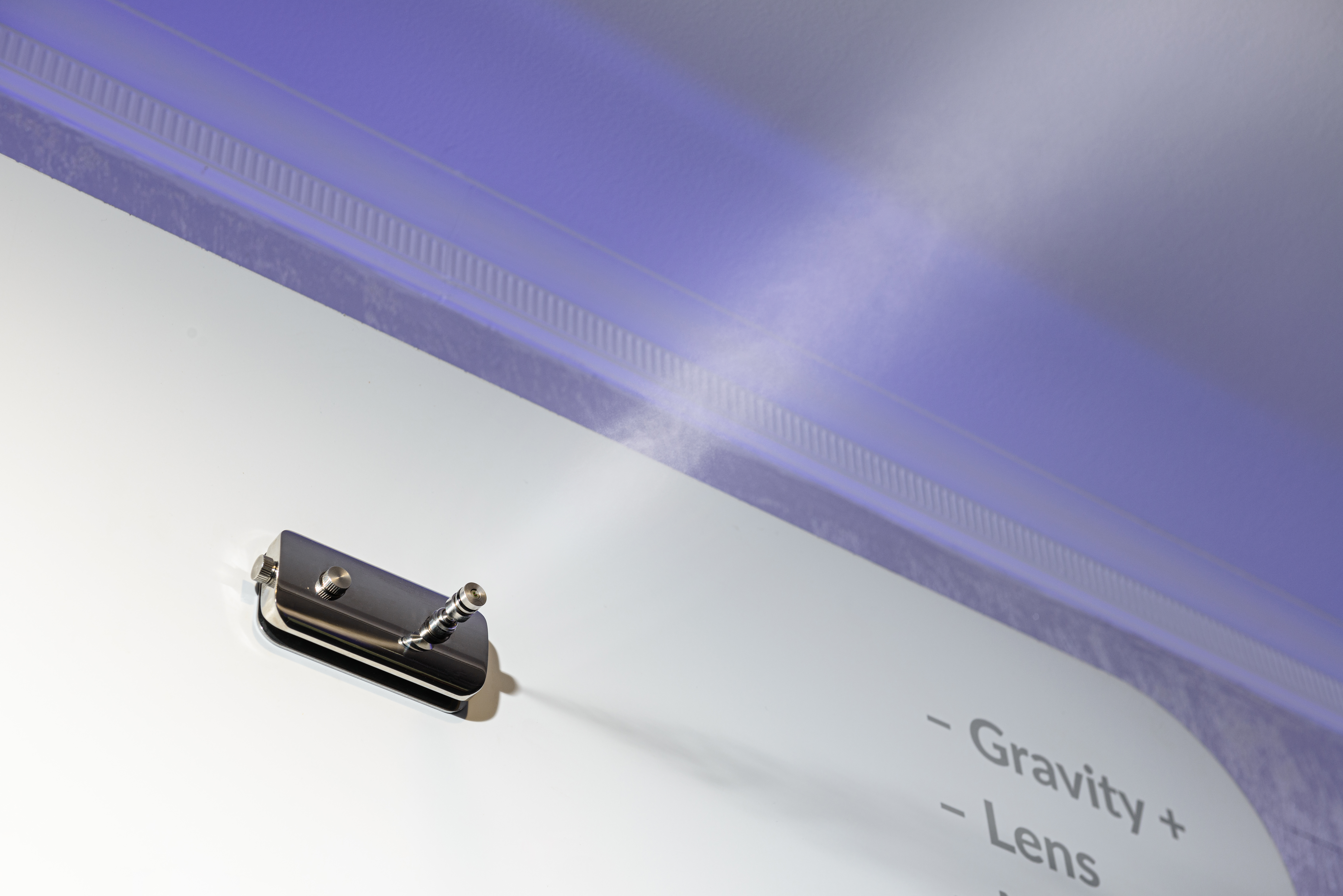
Форсуночное увлажнение для жилых помещений

- Низкое потребление электроэнергии.
- Высокая производительность, может обслуживать много комнат с индивидуальными установками влажности.
- Гигиеничность, так как вода не соприкасается с воздухом до распыления.
- Подключение к постоянному источнику воды, не требуется доливать воду.
- Простое обслуживание.

Недостатки:
- Требования к качеству воды, необходимость предварительной фильтрации, если фильтр не встроен в увлажнитель.
- Высокая стоимость.
- Сложность монтажа.
- Снижается температура воздуха из-за испарения воды.

## Промышленные увлажнители воздуха
Промышленные увлажнители воздуха — это увлажнители большей мощности по сравнению с бытовой линейкой. Данная техника рассчитана на длительный срок эксплуатации при постоянной работе. Увлажнение воздуха востребовано во многих отраслях промышленности, например, в производстве электроники, типографиях, в деревообрабатывающей промышленности и тд. Диапазон целевого уровня влажности так же отличается и может составлять от 45 до 80 % относительной влажности при разных температурах.

## Влияние притока воздуха с улицы на работу увлажнителя воздуха в помещении
Обновление масс воздуха, в том числе приток свежего воздуха (открытые двери или открытые форточки) снижают эффективность увлажнителя, которая была достигнута прибором, даже при долгой его работе. Чем больший объем свежего воздуха поступает в помещение, тем больше влаги требуется для поддержания оптимального уровня влажности. Поэтому при расчетах всегда учитывают приточный воздухообмен, особенно при наличии активной вентиляции.